# La Taverne du poisson couronné
Pour plus de détails, voir Fiche technique et Distribution.
La Taverne du poisson couronné est un film français réalisé par René Chanas et sorti en 1947.

## Synopsis
La fille du capitaine Palmer, Maria, est délaissée par son mari, le cynique Léo, qui vit avec la belle Sylvia. Pour faire échec à son gendre, Palmer a l'idée de remettre Sylvia en présence de Pierre, son premier amour. Léo se venge en créant de nombreuses difficultés à Palmer qui riposte par le déclenchement d'une violente bagarre où Léo trouve la mort. Tout semble accuser Pierre.

## Fiche technique
- Titre : La Taverne du poisson couronné (ou Au poisson couronné)
- Réalisation : René Chanas
- Scénario : René Chanas
- Adaptation : Nino Frank, René Chanas
- Dialogues : Henri Jeanson
- Photographie : Nicolas Toporkoff
- Montage : Claude Nicole
- Musique : Jean Martinon
  - Chanson de Fred Freed, paroles de Marc Fontenoy
- Son : Lucien Legrand
- Décors : Pierre Marquet
- Production : Acteurs et Techniciens Associés du Cinéma (ATAC), Francinex
- Directeur de production : Roger de Broin
- Pays de production :  France
- Format : Noir et blanc — 35 mm — 1,37:1 — Son : Mono
- Genre : Film dramatique
- Durée : 104 minutes
- Date de sortie :  
  - France : 19 septembre 1947
- Visa d'exploitation : 5143

## Distribution
- Michel Simon : Le capitaine Palmer, le père de Maria
- Blanchette Brunoy : Maria, la fille du capitaine, délaissée par son mari Léo
- Jules Berry : Fléo, le cynique mari de Maria
- Michèle Martin : Sylvia Corail, la maîtresse de Léo
- Raymond Bussières : "Monseigneur"
- Yves Vincent : Pierre Astor, le premier amour de Maria
- Robert Dalban : Cigare
- Emile Riandreys : Clovis
- Léon Larive : L'armateur
- Eugène Stuber : Le timonier
- Grégoire Gromoff : Le Bosco
- Harry Max : Un mécanicien du bateau
- René Pascal
- Jean Reynols
- Roger Saltel
- Bernard Véron
- Sarah Rafale
- Clary Monthal
- Paola Manelli
- Sisto Attilio : lanceur de couteau